# Eliseo Pajaro
Eliseo M. Pajaro (Badoc, 21 maart 1915 - Houston, 6 oktober 1984) was een Filipijns componist.

## Biografie
Eliseo Pajaro werd geboren op 21 maart 1915 in Badoc in de Filipijnse provincie Ilocos Norte. Hij volgde zijn secundair onderwijs op de Northern Luzon Normal School. Tijdens deze opleiding speelde Pajaro in de Modernista Band in Laoag. Ook trad hij op met de Marcial Wasan Band. Na de middelbare school studeerde hij aan het conservatorium van de University of the Philippines (UP). In de zomervakantie regisseerde hij voor zijn levensonderhoud operettes in Vigan. In 1939 werd hij aangesteld als universitair docent muziekvormen en koormuziek aan het National Teachers' College.
Later studeerde hij verder in de Verenigde Staten. In 1951 behaalde Pajaro zijn master-diploma muziek aan de Eastman School of Music. Twee jaar later werd hij doctor in het componeren aan dezelfde onderwijsinstelling. Na zijn terugkeer in de Filipijnen was hij professor aan UP en doceerde hij aan de Philippine Women's University en aan Santa Isabel College. In 1955 was Pajaro oprichter en de eerste voorzitter van de League of Philippine Composers and the Philippine Music Educators’ Group. Van 1967 tot en met 1968 was hij waarnemend directeur van het conservatorium van de UP. Aansluitend was hij er tot 1969 waarnemend decaan.
Naast zijn werk als docent en bestuurder componeerde Pajaro vele muziekwerken. Enkele van zijn werken zijn het orkeststuk The Life of Lam-ang (1951); de opera Binhi ng Kalayaan (1961); de zarzuela Ang Magsasaka (1968) en het balletstuk Mir-I-nisa (1969), dat hij componeerde voor de opening van het Cultural Center of the Philippines. 
Voor zijn werk als componist ontving hij diverse onderscheidingen. In 1964 kreeg hij een Republic Cultural Heritage Award  voor Concerto No. 1 for Violin and Orchestra. In 1970 ontving hij deze onderscheiding nogmaals voor Binhi ng Kalayaan. Ook ontving hij een Keyboard Medal of Merit voor het componeren van de opera Binhi ng Kalayaan, de eerste moderne Filipijnse opera. Pajaro overleed in 1984 op 69-jarige leeftijd in de Amerikaanse stad Houston.